# Кужанак
Кужанак (баш. Ҡужанаҡ) — деревня в Зианчуринском районе Республики Башкортостан Российской Федерации. Входит в состав Яныбаевского сельсовета. Самая Южная точка Республики Башкортостан и Уральских гор.

## География

### Географическое положение
Расстояние до:
- районного центра (Исянгулово): 117 км,
- ближайшей ж/д станции (Кувандык): 22 км.

## История
Центр упразднённого в 2008 году Кужанакского сельсовета.

## Население
| 1939 | 1959 | 1970 | 1979 | 1989 | 2002 | 2009 |
| ---- | ---- | ---- | ---- | ---- | ---- | ---- |
| 237  | ↘189 | ↗258 | ↗520 | ↘501 | ↘499 | ↗559 |
| 2010 |      |      |      |      |      |      |
| ↘420 |      |      |      |      |      |      |